# Woodville (Texas)
Woodville é uma cidade  localizada no estado norte-americano de Texas, no Condado de Tyler.

## Demografia
Segundo o censo norte-americano de 2000, a sua população era de 2415 habitantes.
Em 2006, foi estimada uma população de 2296, um decréscimo de 119 (-4.9%).

## Geografia
De acordo com o United States Census Bureau tem uma área de
8,2 km², dos quais 8,2 km² cobertos por terra e 0,0 km² cobertos por água. Woodville localiza-se a aproximadamente 82 m acima do nível do mar.

## Localidades na vizinhança
O diagrama seguinte representa as localidades num raio de 44 km ao redor de Woodville.